# Catedral de San José (Fuerte Libertad)
La Catedral de San José o bien la Catedral de San José de Fuerte Libertad (en francés: cathédrale Saint-Joseph o más formalmente Cathédrale Saint-Joseph de Fort-Liberté) es el nombre que recibe un edificio religioso que pertenece a la Iglesia católica y que está localizado en la ciudad de Fuerte Libertad (Fuerte libertad o Fòlibète en criollo haitiano), capital del departamento noreste (Département Nord-Est) del país caribeño e insular de Haití, y que funciona como la sede del obispo de la diócesis de Fuerte Libertad (en latín: Dioecesis Castelli Libertatis). Los trabajos para su construcción original finalizaron en 1703.